# Fresh Kills
Fresh Kills es una película dramática estadounidense de 2023 que marca el debut como directora de Jennifer Esposito, quien también escribió, produjo y protagoniza junto a Emily Bader, Odessa A'zion, Domenick Lombardozzi, Annabella Sciorra, Nick Cirillo y Annabella Sciorra.
Fresh Kills se estrenó en los Estados Unidos el 14 de junio de 2024.

## Sinopsis
En la década de 1980 en la ciudad de Nueva York, Francine está casada con un miembro de una familia del crimen organizado de Brooklyn, que acaba de mudarse a los alrededores más espaciosos de Staten Island. Sin embargo, para ella y sus hijas Rose y Connie la sombra de la mafia sigue siempre presente.

## Reparto
- Jennifer Esposito como Francine
- Emily Bader como Rose
- Odessa A'zion como Connie
- Domenick Lombardozzi como Joe
- Annabella Sciorra como Christine
- Nicholas Cirillo como Alli
- Stelio Savante como Nello
- Franco Maicas como Frankie

## Producción
Jennifer Esposito le dijo a Variety que la idea del guion se había estado “filtrando” en su mente desde que tenía 16 años y crecía en Staten Island.
Esposito le dijo a Deadline Hollywood en octubre de 2021 que había tenido problemas para conseguir financiación para los financiadores y distribuidores del proyecto debido a la falta de actores principales masculinos en la película. En cambio, la financiación provino de una fuente única: Deadline Hollywood la llamó "el primer largometraje financiado y comercializado por un grupo global de inversores fanáticos a través de esta IPO, la primera de su tipo en Upstream, la bolsa de valores digital impulsada por Ethereum".

### Casting
En noviembre de 2021, Annabella Sciorra se unió a Esposito en el elenco interpretando a Christine, la hermana del personaje de Esposito, Francine. Odessa A'zion y Emily Bader se unieron al elenco en diciembre de 2021 como las hijas de Francine.

### Rodaje
La fotografía principal tuvo lugar en Staten Island en marzo de 2022.

## Estreno
La película se proyectó en el Festival de Cine de Tribeca en junio de 2023. Más tarde ese año se proyectó en el Festival Internacional de Cine del Mar Rojo.
Fresh Kills se estrenó en los Estados Unidos el 14 de junio de 2024.